# Nephrodium villosum
Nephrodium villosum là một loài dương xỉ trong họ Dryopteridaceae. Loài này được L. C. Presl mô tả khoa học đầu tiên năm 1825.